# 안딩먼역
안딩먼역(중국어: 安定门站)은 베이징시 둥청구에 위치한 베이징 지하철 2호선의 지하철역이다. 역번호는 216이다.

## 역 구조

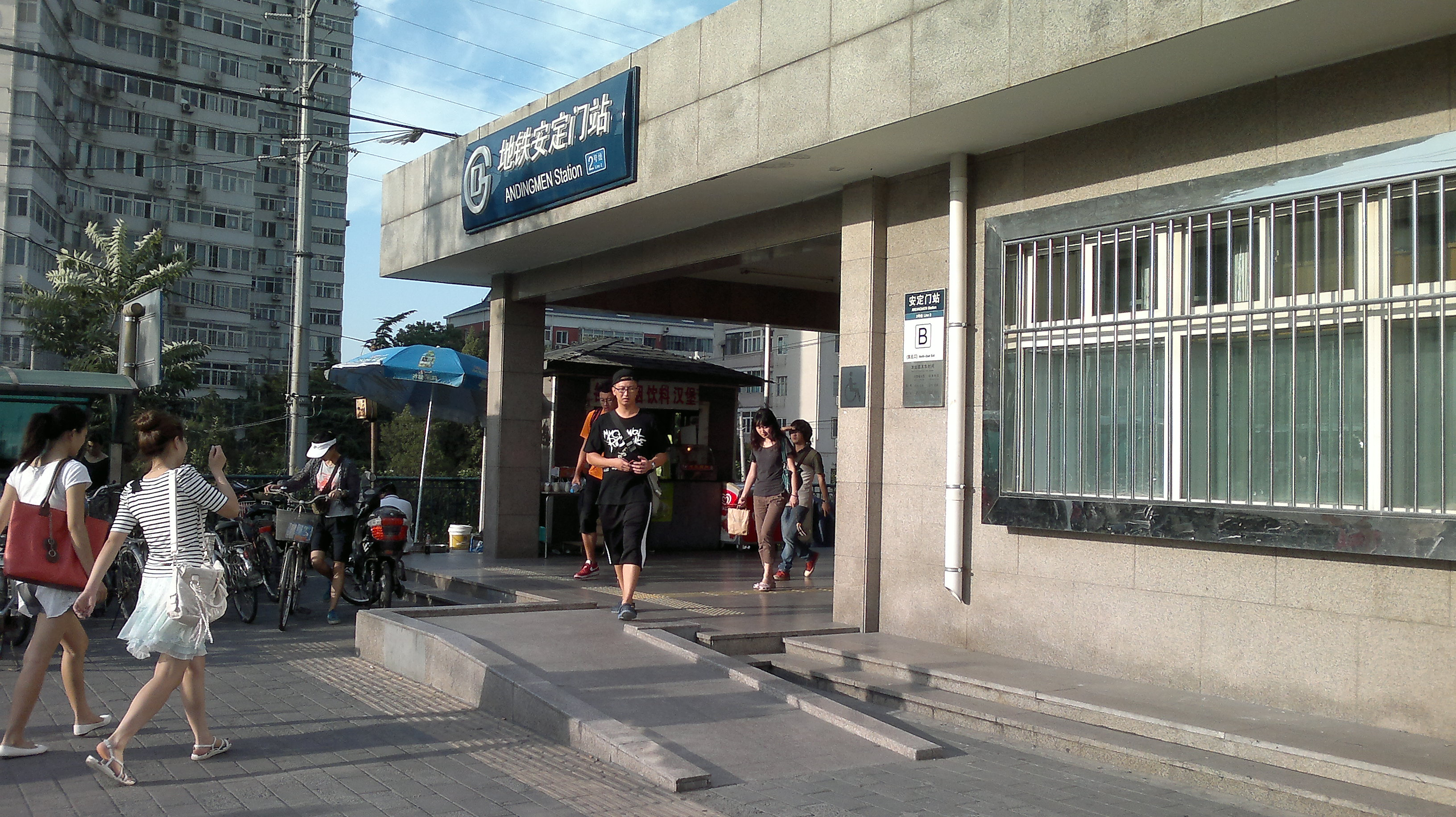
안딩먼 역

이 역은 안딩먼교, 즉 안딩먼 서대가-안딩먼 동대가(2환, 동서방향), 안딩먼 내대가-안딩먼 외대가 (남북방향)의 교차로에 있으며, 동서로 뻗어있다.
| 지면층   | 출구                            | A, B출구                             |
| 지하 1층 | 대합실                          | 대합실                               |
| 지하 2층 | 궤도                            | ← ■ 2호선 외선순환 방면 (구러우다제) |
| 지하 2층 | 섬식 승강장, 왼쪽 출입문이 열림 |                                      |
| 지하 2층 | 궤도                            | → ■ 2호선 내선순환 방면 (융허궁)     |

## 출구
안딩먼 역은 2개의 출구가 있다.:A(서북), B(동북)
|          |                             |                         |                  |
| 출구     | 출구 인근                   | 사진                    | 무장애 시설 사진 |
| 出口 · A | 안딩먼 외대가(安定门外大街) | A출구A출구 에스컬레이터 |                  |
| 出口 · B | 안딩먼 외대가(安定门外大街) | B출구B출구 에스컬레이터 |                  |

## 인접역
| 베이징 지하철 2호선      | 베이징 지하철 2호선   | 베이징 지하철 2호선  |
| ------------------------ | --------------------- | -------------------- |
| 구러우다제 외선순환 방면 | ■ 베이징 지하철 2호선 | 융허궁 내선순환 방면 |

## 같이 보기
- 안정문(安定门)